# Список заслуженных тренеров России по боксу
Ниже приводится неполный список Заслуженных тренеров России по боксу. Звание присваивается с 1992 года.

## 1993
- Анисимов, Геннадий Иванович
- Балзанов, Церен Санджеевич
- Батакаев, Амангельды Барлыкович
- Блюмин, Арнольд Григорьевич
- Богданов, Анатолий Иванович
- Винокуров, Виктор Васильевич
- Вольф, Василий Васильевич
- Джабраилов, Хамзат Вадудович
- Дхафаров, Зубер Гаджиевич
- Князев, Иван Александрович (боксёр)
- Мартынюк, Леонид Дмитриевич
- Маслин, Николай Иванович
- Пеньков, Александр Яковлевич
- Размахнин, Николай Георгиевич
- Рушанский, Михаил Яковлевич
- Салиев, Ваха Пахрудинович
- Спицын, Юрий Алексеевич
- Хлыстов, Валерий Павлович
- Черноиванов, Александр Сергеевич

## 1994
- Лукьянов, Владимир Александрович
- Радионов, Юрий Николаевич
- Степанов, Станислав Александрович
- Сулейманов, Юсуп Алиевич
- Сурнин, Валерий Павлович
- Утешев, Виктор Борисович

## 1995
- Сабанов, Юрий Андреевич
- Савченко, Анатолий Павлович
- Кациев, Якуб Хаджибикарович
- Кашкуров, Анатолий Михайлович
- Лукьянов, Александр Анатольевич
- Мельцер, Марк Ионович
- Мухарлямов, Ахъяр Якубович
- Черняев, Анатолий Тимофеевич
- Шедеркин, Александр Дмитриевич

## 1996
- Берко, Михаил Алексеевич
- Грубов, Дмитрий Юрьевич
- Джаграев, Эдуард Абрамович
- Джапаридзе, Алексей Каллистратович
- Елькин, Николай Алексеевич
- Катасов, Анатолий Георгиевич
- Кирсанов, Станислав Николаевич
- Рощенко, Владимир Викторович
- Ульянич, Виктор Петрович
- Шидловский, Иван Ефимович

## 1997
- Бурмистров, Евгений Петрович
- Воробьёв, Дмитрий Вячеславович
- Гаджиев, Абубакар Асабалиевич
- Гондуркаев, Сергей Иванович
- Калмыков, Евгений Викторович
- Капусткин, Александр Иванович
- Киприянов, Евгений Михайлович
- Кулясов, Юрий Анатольевич
- Николаев, Олег Владимирович (тренер)
- Рыжиков, Сергей Александрович
- Улитин, Юрий Владимирович
- Устименко, Евгений Анатольевич
- Харитонов, Андрей Михайлович
- Чанышев, Радик Альфатович

## 1998
- Большаков, Олег Валерьевич
- Зайнулин, Минизаит Гусмонович
- Зорин, Серафим Георгиевич
- Меднов, Виктор Иванович

## 1999
- Ахмедов, Рашидбек Магомедович
- Бакулев, Анатолий Евгеньевич
- Воробьёв, Владимир Константинович
- Емельянов, Юрий Викторович
- Зайнуллин, Мансур Самигуллович
- Зубенко, Виктор Григорьевич
- Кирюшин, Валерий Дмитриевич
- Лунёв, Дмитрий Валерьевич
- Меньшиков, Олег Владимирович
- Перепелица, Евгений Миванович
- Сергеев, Евгений Николаевич
- Талибов, Нурипаша Мухтарович
- Ханакаев, Солтахан Ахмедханович
- Чернов, Константин Константинович
- Шейнкман, Леонид Соломонович

## 2000
- Абачараев, Рамазан Закирович
- Агулов, Александр Владимирович
- Врублевский, Юрий Антонович
- Глущенко, Михаил Иванович
- Забураев, Сергей Александрович
- Климачёв, Владимир Михайлович
- Мезенцев, Вадим Васильевич
- Мельников, Александр Вячеславович
- Морковкин, Николай Николаевич
- Номхоев, Валерий Борисович
- Павлов, Пётр Юрьевич
- Повякало, Александр Иванович
- Сланов, Виталий Константинович
- Черепанов, Юрий Леонидович
- Черкасов, Анатолий Семенович
- Щеняев, Семён Исаевич

## 2001
- Бетеряков, Растям Мерзяевич
- Вольф, Руслан Васильевич
- Голубков, Игорь Викторович
- Гусев, Альберт Семёнович
- Давыдов, Александр Степанович
- Денисенко, Василий Николаевич
- Лисицын, Виктор Владимирович
- Максимов, Сергей Владимирович
- Мусаев, Шарапутдин Гаджиевич
- Овчинников, Владимир Николаевич (тренер)
- Пахомов, Артур Иннокентьевич
- Шкодин, Юрий Иванович

## 2002
- Атапин, Олег Александрович
- Духанин, Александр Дмитриевич
- Маврычев, Вадим Викторович
- Наборщиков, Алексей Николаевич
- Сахабеев, Аудер Абельнагимович
- Синицын, Леонид Петрович
- Фархутдинов, Виктор Борисович

## 2003
- Акопьян, Вартан Акопович
- Алексеев, Валерий Михайлович
- Алексеев, Юрий Леонтьевич
- Аркалаев, Микдар Гаджиевич
- Бабенко, Юрий Иванович
- Березин, Станислав Матвеевич
- Волков, Анатолий Александрович
- Давыдов, Герман Васильевич
- Жиров, Владимир Васильевич
- Кодзоков, Анатолий Аскербиевич
- Лукманов, Халил Хамитович
- Пашков, Пётр Иванович
- Рагозин, Александр Иванович
- Судаков, Евгений Борисович
- Шевелюхин, Иван Семёнович
- Ширинов, Вагиф Ширинович
- Яковлев, Филипп Филиппович
- Янкис, Вячеслав Семенович

## 2004
- Валиуллин, Миннехен Зиннатович
- Войтенко, Сергей Яковлевич
- Заславский, Виктор Леонидович
- Михайленко, Анатолий Алексеевич
- Моляков, Вадим Вадимович
- Поздняков, Андрей Васильевич
- Попов, Александр Егорович
- Проскуряков, Валерий Фёдорович
- Рагимов, Ахмед Фирудин-Оглы
- Труфанов, Владимир Ильич
- Шаталов, Александр Владимирович
- Цой, Олег Николаевич